# Léon Dierx
Léon Dierx (Saint-Denis, 31 de març de 1838 - París, 12 de juny de 1912) va ser un poeta parnassià i pintor de l'Illa de Reunió que va viure a França.
Va néixer a la Vila Déramond-Barre, adquirida pel seu avi el 1830 i on va viure fins al 1860, quan es va instal·lar a la França metropolitana. El 1864 es va unir al grup dels poetes parnassians i va tenir una estreta amistat amb Guy de Maupassant, qui li dedicaria la seva novel·la Regret. Va participar successivament en les tres antologies de Le Parnasse contemporain: 7 poemes a la primera (1866), 5 a la segona (1869-71) i 8 a l'última (1876). Després de la mort de Stéphane Mallarmé el 1898, va ser escollit príncep dels poetes. Així mateix, va fundar el 1902 la Societat de Poetes Francesos, al costat de José Maria d'Heredia i Sully Prudhomme.

## Obres
- Aspirations, poésies, 1858 Texte en ligne
- Poèmes et poésies, 1864
- Els Lèvres closes, 1867 Texte en ligne
- Els Paroles du vaincu, 1871
- La Rencontre, scène dramatique en vers, Paris, Surt-li Taitbout, 24 février 1875
- Els Amants, poésies, 1879
- Poésies complètes, 2 vol., 1889-1890
- Œuvres complètes, 2 vol., 1894-1912